# Paradelphomyia brevifurca
Paradelphomyia brevifurca är en tvåvingeart som beskrevs av Evgenyi Nikolayevich Savchenko 1976. Paradelphomyia brevifurca ingår i släktet Paradelphomyia och familjen småharkrankar. Inga underarter finns listade i Catalogue of Life.